# Clássica de Santo Thyrso
La Clássica de Santo Thyrso  est une course cycliste disputée au mois de mars à Santo Tirso, dans la région Nord. Créée en 2023. cette compétition fait partie du calendrier national portugais,. Elle constitue également une manche de la Coupe du Portugal de cyclisme.
La course est initialement fondée pour rendre hommage à l'ancien cycliste José Pacheco, vainqueur du Tour du Portugal en 1962, et lui-même originaire de ces lieux. Elle est organisée par l'Associação de Ciclismo do Porto, avec le soutien de la mairie locale et de la Fédération portugaise de cyclisme. 

## Palmarès
| Année | Vainqueur    | Deuxième         | Troisième         |
| ----- | ------------ | ---------------- | ----------------- |
| 2023  | Tomás Contte | Fábio Costa      | Adrián Bustamante |
| 2024  | Fábio Costa  | Francisco Campos | César Martingil   |
| 2025  | Fábio Costa  | Nicolás Tivani   | Pedro Pinto       |